# Cộng sinh làm sạch

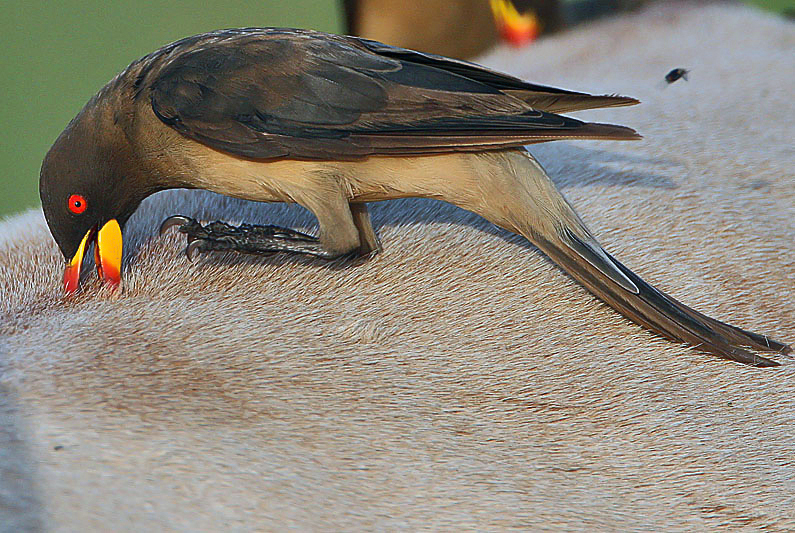
Loài chim Buphagus africanus đang làm sạch cho "khách hàng" của nó

Cộng sinh làm sạch (Cleaning symbiosis) là hiện tượng sinh học chỉ về sự liên kết đôi bên cùng có lợi giữa các cá thể của hai loài khác nhau trong đó, một loài (gọi là kẻ dọn dẹp) sẽ làm nhiệm vụ giúp loại bỏ và ăn các ký sinh trùng và các vật, mảng bám khác trên bề mặt của loài kia (khách thể). Cộng sinh làm sạch là hành vi khá phổ biến ở các loài cá biển nơi một số loài cá làm sạch hay cá vệ sinh (Cleaner fish) nhỏ đặc biệt là nhóm cá thuộc họ Cá bàng chài nhưng cũng có các loài thuộc các chi khác, chuyên để kiếm ăn hầu như chỉ bằng cách làm sạch sẽ cho các loài cá lớn hơn và các động vật biển khác. Các cộng sinh làm sạch khác tồn tại giữa chim chóc và động vật có vú, và trong các nhóm khác.

## Đại cương

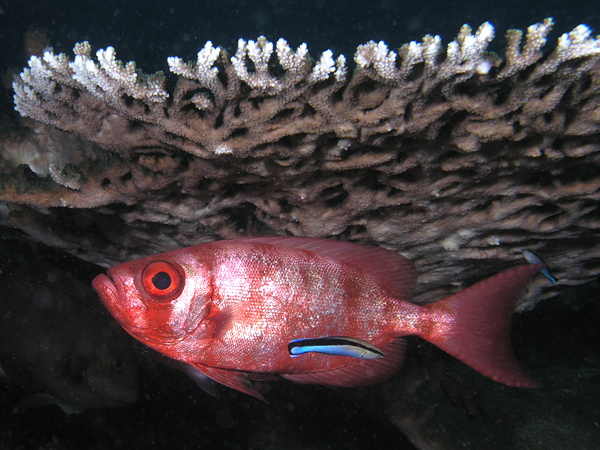
Một con cá dọn vệ sinh cho một con cá lớn hơn

Hành vi làm sạch và vệ sinh này lần đầu tiên được nhà sử học Hy Lạp là Herodotus mô tả vào khoảng năm 420 trước Công nguyên, mặc dù ví dụ của ông (chim sẽ rỉa răng cho cá sấu) hiếm khi xảy ra. Vai trò của việc làm sạch các cộng sinh đã được các nhà sinh vật học tranh luận trong hơn ba mươi năm. Một số người tin rằng việc dọn dẹp vệ sinh thể hiện sự hợp tác quên mình, thực chất là tinh thần tương hỗ, giúp tăng cường thể chất và sức sinh tồn của cả hai cá thể. Những người khác như nhà nghiên cứu Robert Trivers cho rằng nó thể hiện sự ích kỷ lẫn nhau, lòng vị tha có đi có lại. Những người khác lại cho rằng hành vi làm sạch chỉ đơn giản là bóc lột một chiều, một hình thức ký sinh trùng.
Gian lận, trong đó đôi khi kẻ dọn dẹp sẽ làm hại khách hàng của mình ví dụ như những con chim cố tình khoét vào vết thương của vật chủ để rĩa những mẩu thịt thay vì chỉ đơn thuần là bắt sâu bọ, ve bét cho vật chủ. hoặc một loài săn mồi bắt chước kẻ dọn dẹp, cũng xảy ra. Hành vi gian lận săn mồi tương tự như trò bắt chước kiểu Bates, như trường hợp một con ruồi vô hại bắt chước một con ong bắp cày, mặc dù đã lật ngược thế cờ. Một số loài cá làm sạch chính hãng, chẳng hạn như cá bống và cá bàng chài, có màu sắc và hoa văn giống nhau, là một ví dụ về sự tiến hóa hội tụ. Sự giống nhau giữa các loài cá sạch hơn tương tự như sự bắt chước kiểu Müller như nơi ong đốt và ong bắp cày bắt chước nhau.
Làm sạch cộng sinh là mối quan hệ giữa một cặp động vật thuộc các loài khác nhau liên quan đến việc loại bỏ và tiếp tục ăn các ký sinh trùng, mô bị bệnh và bị hư thối, và các mảng bám không mong muốn khỏi bề mặt của sinh vật chủ (khách hàng) bởi sinh vật làm sạch (kẻ dọn dẹp). Tình trạng của nó đã được tranh luận bởi các nhà sinh vật học, với các quan điểm khác nhau, từ chủ nghĩa hỗ tương thuần túy cho đến một hình thức ký sinh bóc lột. Grutter và đồng nghiệp Robert Poulin của cô, xem xét hơn ba mươi năm tranh luận của các nhà sinh học về việc làm sạch, lập luận rằng cộng sinh làm sạch có thể không phải là sự tương hỗ mà là sự khai thác một chiều.
Vào năm 1971, nhà sinh vật học toán học Robert Trivers đã viết một cách cẩn thận hơn "Các sinh vật sạch hơn và vật chủ của chúng đáp ứng các điều kiện tiên quyết cho sự tiến hóa của hành vi vị tha có đi có lại. Lòng vị tha của vật chủ được giải thích là có lợi cho anh ta vì lợi thế của việc có thể quay trở lại nhanh chóng và nhiều lần cùng một người dọn dẹp" (tức là ích kỷ lẫn nhau). Đến năm 1987, GS Losey viết một cách kém lạc quan hơn "Người dọn dẹp không gì khác ngoài những ký sinh trùng hành vi rất thông minh... đã tận dụng các khía cạnh bổ ích của kích thích xúc giác, được tìm thấy ở gần như tất cả các động vật có xương sống". Poulin và Grutter nhận xét rằng "vài thập kỷ,... quan điểm của các nhà khoa học liên quan đến việc làm sạch cộng sinh đã thay đổi, từ hợp tác quên mình, tương tác đôi bên cùng có lợi, và cuối cùng là khai thác một phía.